# Nieskończoność
Nieskończoność (symbol: ∞) – byt nieograniczony (w sensie wielkości bądź ilości), który przyjęło się oznaczać za pomocą znaku {\displaystyle \infty ,} podobnego do „przewróconej ósemki” (lemniskata).

## Historia
Arystoteles był pierwszym, który ujął naukowo problem nieskończoności. Wymienił różne rodzaje nieskończoności. Są to:
- nieskończoność potencjalna – to nieskończoność niedokonana, w której dla podanej jakiejkolwiek skończonej liczby (lub wielkości geometrycznej), zawsze znajdzie się liczba (wielkość) od niej jeszcze większa.
- nieskończoność aktualna – to nieskończoność dokonana, w której możność nieskończenie wielu kroków zostaje spełniona, urzeczywistniona w postaci jednego aktu. Typowym dziś jej przykładem jest zbiór wszystkich liczb naturalnych, traktowany jako jeden obiekt będący końcowym efektem nieskończonego procesu zwiększania liczebności, obiekt wyraźnie określony, mogący być elementem innego zbioru.

Ponadto Arystoteles wyróżnił dwa rodzaje nieskończoności potencjalnej:
- nieskończoność ze względu na dodawanie, zwiększanie (np. liczb, odcinków),
- nieskończoność ze względu na podział (odcinka itp.).

Nieskończoność potencjalna była akceptowana przez wszystkich uczonych. Nieskończoności aktualnej starożytni Arystoteles i inni filozofowie i matematycy nie uznawali. To nastawienie określono mianem horror infiniti – strach przed nieskończonością. Kryła się za tym świadomość, że nieskończoność aktualna prowadzi do paradoksów (z których najbardziej znane to paradoksy Zenona z Elei). Zauważano także takie „absurdy”, jak np. fakt, że liczb naturalnych i kwadratów liczb naturalnych jest tyle samo, co przeczyło intuicji, która mówiła, że część musi być mniejsza od całości.
Z nieskończonością potencjalną mamy do czynienia w analizie matematycznej, gdy mówimy o granicy. Mówiąc, że ciąg (an) dąży do granicy g, gdy n dąży do nieskończoności, mamy na myśli fakt, że wyrazy (an) są dowolnie bliskie g dla odpowiednio dużych n. Nie zakładamy tu wcale istnienia żadnego nieskończonego bytu, a jedynie nieustającą możliwość powiększania (i analogicznie: nieustającą możliwość pomniejszania). Nieskończonością potencjalną w kontekście przestrzeni posługują się Elementy Euklidesa.
Proklos Diadochus w V wieku naszej ery wyrażał to w taki sposób:
wielkości są wprawdzie dzielone w nieskończoność, ale nie na nieskończenie wiele części. To ostatnie powodowałoby, że aktualnie byłoby nieskończenie wiele części, tamto pierwsze, że tylko potencjalnie; to ostatnie daje nieskończoności istnienie substancjalne, tamto przyznaje jej tylko stawanie się.
Jednak nie tylko starożytni czuli się niepewnie, obcując z pojęciem nieskończoności. Gottfried Wilhelm Leibniz w XVII wieku pisał:
nie ma nic bardziej namacalnego niż absurdalność idei liczby właściwie nieskończonej.

## Symbol

Symbol nieskończoności ∞ w różnych krojach pisma.

Symbol nieskończoności {\displaystyle \infty } (UTF-8. ∞) został zaproponowany przez Johna Wallisa w traktacie De sectionibus conicis (1655) i był konsekwentnie przez niego używany w późniejszych pracach, m.in. w Arithmetica infinitorum (1656).
W książce „Zero to Lazy Eight” Alexander Humez, Nicholas Humez i Joseph Maguire twierdzą, że jest całkiem prawdopodobne, że Wallis wywiódł symbol {\displaystyle \infty } z rzymskiego znaku oznaczającego {\displaystyle 1000} –  (oznaczanego również przez {\displaystyle M}), chociaż jest też prawdopodobne, że zainspirował go znak {\displaystyle \omega ,} symbol małej litery greckiej omega, która będąc ostatnią literą greckiego alfabetu, była metaforą końca i ostateczności.
Symbol nieskończoności w systemach komputerowych:
| Nazwa          | Znak | Unicode | Kod HTML                         |
| -------------- | ---- | ------- | -------------------------------- |
| Nieskończoność | ∞    | U+221E  | &infin; lub &#x221E; lub &#8734; |

## Matematyka

### Analiza matematyczna i geometria
W rachunku różniczkowym i całkowym stosuje się różne pojęcia nieskończoności: {\displaystyle +\infty } (pisane też bez znaku + jako {\displaystyle \infty }) oraz {\displaystyle -\infty .} W topologii rozważa się zbiór {\displaystyle \{-\infty \}\cup \mathbb {R} \cup \{\infty \},} tzn. prostą liczbową uzupełnioną oboma punktami w nieskończoności.
W pewnych teoriach (np. w teorii całki Lebesgue’a) dopuszcza się niektóre działania na takich symbolach, np. {\displaystyle \infty +a=\infty } dla dowolnej liczby rzeczywistej {\displaystyle a,} ale symbol {\displaystyle \infty -\infty } uważa się za niezdefiniowany.
Czym innym zaś jest punkt w nieskończoności dla płaszczyzny zespolonej, określony za pomocą rzutu stereograficznego.
W geometrii rzutowej mówi się o przecinaniu się prostych równoległych w nieskończoności, przy czym tym razem jest tylko jeden punkt niezależnie od tego, w którą stronę podążamy; w efekcie obie te nieskończoności „sklejają się” razem i prosta topologicznie staje się okręgiem.

### Teoria mnogości
W XIX wieku zbiory nieskończone rozważał Bernard Bolzano, ale prawdziwego przełomu dokonał niemiecki matematyk Georg Cantor, który odkrył różne rodzaje aktualnej nieskończoności, istniejących jako samodzielne byty, na których możemy dokonywać działań typu arytmetycznego. Cantor zdefiniował pojęcie równej liczby elementów zbioru i pojęcie liczby kardynalnej oraz udowodnił m.in., że zbiór nieskończony {\displaystyle \mathbb {R} } liczb rzeczywistych jest liczniejszy niż zbiór {\displaystyle \mathbb {N} } liczb naturalnych (patrz rozumowanie przekątniowe). Mimo iż Cantor badał nieskończone wielkości, nie uznawał różniczek, czyli nieskończenie małych wartości.
Oprócz tego Cantor rozwinął teorię pozaskończonych liczb porządkowych.
Rozważa się nieskończoną hierarchię mocy zbiorów nieskończonych, tak zwaną hierarchię liczb kardynalnych. Kolejne moce zbiorów nieskończonych (liczby kardynalne) oznacza się symbolem pierwszej litery alfabetu hebrajskiego alef indeksowanym kolejnymi liczbami porządkowymi:
{\displaystyle \aleph _{0}<\aleph _{1}<\aleph _{2}<\dots <\aleph _{k}<\dots \aleph _{\omega }<\dots }
Liczby kardynalne można nie tylko porównywać, ale także przeprowadzać na nich operacje: dodawania, mnożenia oraz potęgowania.
Z początku wielu matematyków bardzo nieufnie podchodziło do rozważań Cantora i jego stosunku do nieskończoności aktualnej, uważając, że są one zbyt oddalone od intuicji. Henri Poincaré twierdził: "Następne pokolenia potraktują teorię zbiorów jako chorobę, z której udało im się wyleczyć". Okazało się jednak, że dzięki użyciu metod teorii mnogości nastąpił gwałtowny rozwój z jednej strony podstaw matematyki, a z drugiej strony całej matematyki. Cantor uporządkował chaos definicyjny, zastępując nieścisłe pojęcia wielkości i liczby pojęciami zbioru i liczby kardynalnej. Z drugiej strony, systematyczne i ścisłe badanie nieskończoności aktualnych szybko doprowadziło do problemów takich jak hipoteza continuum, które wymagały zrewidowania całego aparatu logiki matematycznej. Z kolei opozycjoniści zgłaszali zastrzeżenia do teorii mnogości, wskazując na rozmaite paradoksy, związane zwłaszcza z koncepcją nieskończoności rozwijaną na jej gruncie. Doprowadziło to do rozwinięcia takich prądów jak konstruktywizm czy finityzm, których celem była przebudowa podstaw matematyki w sposób usuwający pojęcie nieskończoności aktualnej i przeformułowanie wszystkich twierdzeń w celu likwidacji paradoksów.